# Niccolò Lapi
Pour l’article ayant un titre homophone, voir Lappi (homonymie).
Niccolò Lapi (1661-1732)  est un peintre italien de l'école florentine.

## Biographie
Spécialiste des grands retables typiques de la Contre-Réforme, il est prolifique et un peintre souvent commandité par le grand prince Ferdinando de' Medici.

## Œuvres
- Exécution de Tesauro Beccaria, abbaye de Vallombroseuse, près de Florence
- Madonna col Bambino in gloria e Santi (1710), église San Francesco, Montalcino
- Storie di san Pio V (1712), Palazzo Vescovile, Prato
- Apparizione della Vergine a San Filippo Neri, avec d'autres peintres, Spedale Serristori, Cappella delle Suore Francescane, Figline Valdarno
- Vie de Santa Verdiana, avec d'autres peintres dont Agostino Veracini, à l'église Santa Verdiana, à Castelfiorentino
- À Florence même :
  - Moïse, église San Jacopo Soprarno,
  - Assunzione, église Santa Maria dei Candeli,
  - Vittoria dell'Arcangelo Michele, église San Michele Visdomini,
  - La Santissima Trinità con apostoli e santi fiorentini, au Complesso di San Firenze.